# معادن حيوية

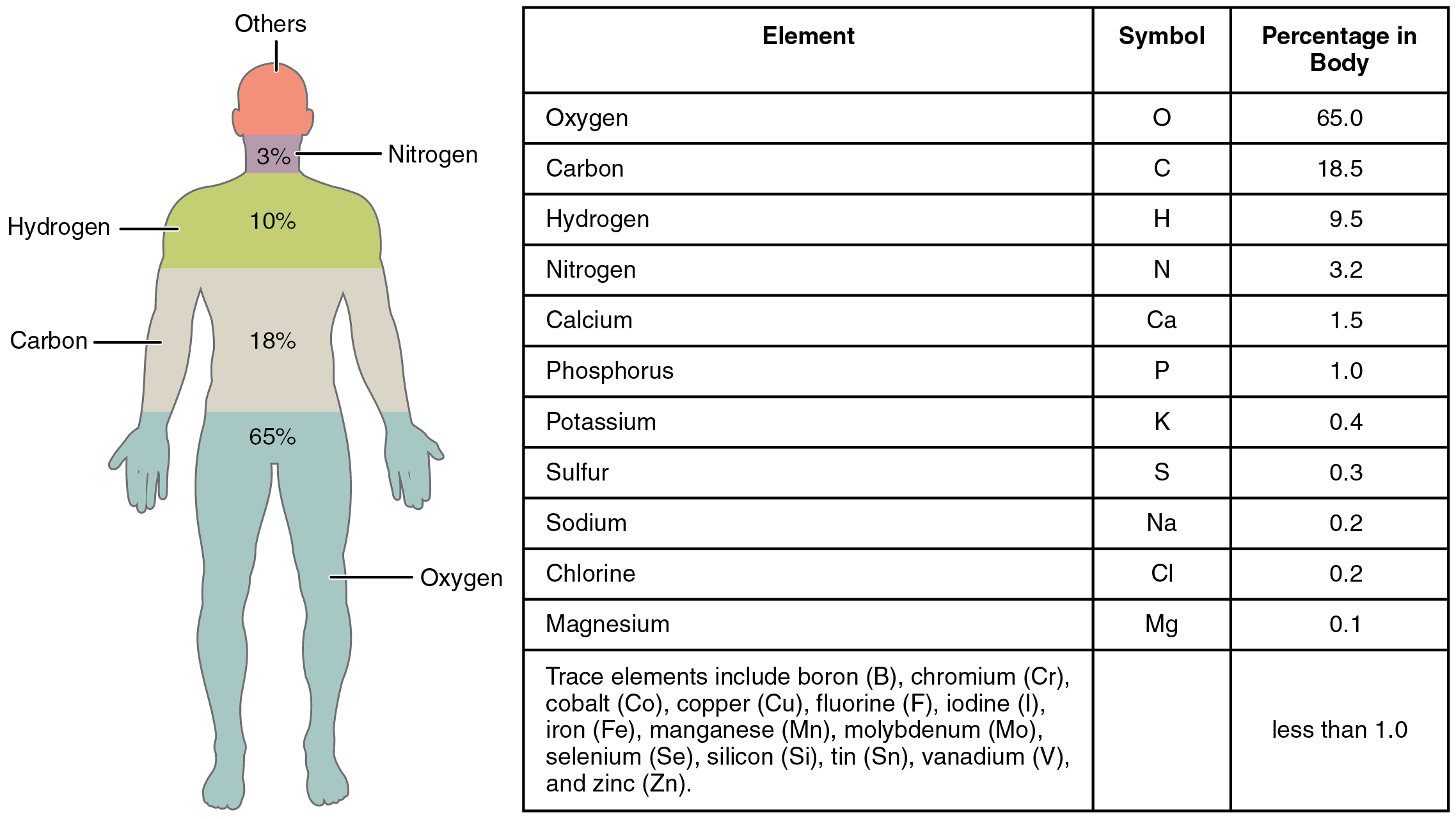

المعادن الحيوية (بالانجليزية: biometals) هي المعادن التي تتواجد عادة بكميات صغيرة ولكنها مهمة وقابلة للقياس في مجالات البيولوجيا، والكيمياء الحيوية، و الطب. من الأمثلة على هذه المعادن; النحاس، والزنك، والحديد، و المنغنيز. التي لا يمكن الاستغناء عنها، وتعتبر معادن مهمة للعمليات الأيضية في اجسام الحيوانات وفي النباتات. 
ومن أهم المعادن الموجودة بنسبة كبيرة: الكالسيوم، والبوتاسيوم، والصوديوم، البعض الآخر من المعادن موجود بكميات قليلة ولكنها مهمة أيضا للجسم.

## المعادن الحيوية التي تتكون بشكل طبيعي
الأيونات المعدنية ضرورية لوظيفة العديد من البروتينات الموجودة في الكائنات الحية، مثل المعادن الحيوية البروتينية (بالإنجليزية: metalloproteins)  والانزيمات التي تتطلب أيونات المعادن كعوامل مساعدة
 للعمليات بما في ذلك نقل الأكسجين وتكرار الحمض النووي باستخدام الإنزيمات مثل بوليميراز الحمض النووي (DNA polymerase)، تتطلب وجود المغنيسيوم والزنك في الإنسان للقيام بعمله بشكل صحيح.[3] كما تحتوي الجزيئات الحيوية الأخرى على أيونات معدنية في هيكلها لتدعم صلابته، مثل اليود في هرمونات الغدة الدرقية البشرية. [4]

## المعادن الحيوية في الطب
وغالبا ما تستخدم الأيونات المعدنية والمركبات المعدنية في العلاجات الطبية والتشخيصات.
المركبات التي تحتوي على أيونات المعادن يمكن استخدامها كدواء، مثل مركبات الليثيوم و أورانوفين.
 المركبات المعدنية والأيونات يمكن أن تنتج أيضا آثارا ضارة على الجسم بسبب سمية عدة أنواع من المعادن. 8] على سبيل المثال، يعمل الزرنيخ كسم قوي بسبب آثاره كمثبط لإنزيم، مما يؤدي إلى تعطيل إنتاج 
(ATP). مما قد يؤدي للإصابة بأمراض وبائية وتعطيل عمل أجهزة الجسم.

## وصلات خارجية
http://www.springer.com/east/home?SGWID=5-102-70-35631774-detailsPage=journal%7Cdescription&changeHeader=true&SHORTCUT=www.springer.com/journal/10534/about
قالب:العلوم